# 演劇科
演劇科（えんげきか）とは、日本の高等学校に設置される学科の一つ。

## 概要
高等学校設置基準第6条第2項で「その他専門教育を施す学科として適当な規模及び内容があると認められる学科」と定義されているものの1つに該当する。舞台芸術科や表現科といった名称が用いられることもある。学校によってカリキュラムに差はあるが、普通教科のほかに演劇や舞踊、演出などに関する学校設定教科を学習するのが特徴。生徒が主体となって定期的に公演を行う機会も多い。

## 演劇科を設置する高等学校
演劇科、それに類する学科を設置する高等学校を以下にあげる。
- 青森県立八戸東高等学校 - 表現科
- 埼玉県立芸術総合高等学校 - 舞台芸術科
- 東京都立総合芸術高等学校 - 舞台表現科
- 石川県立七尾東雲高等学校 - 演劇科
- 大阪府立東住吉高等学校 - 芸能文化科
- 大阪市立咲くやこの花高等学校 - 演劇科
- 兵庫県立宝塚北高等学校 - 演劇科
- 関東国際高等学校 - 演劇科
- 追手門学院高等学校 - 表現コミュニケーションコース
- 神奈川県立神奈川総合高等学校 - 舞台芸術科